# إليزابيث سكوت (مؤلفة)
إليزابيث سكوت (بالإنجليزية: Elizabeth Scott)‏ (1972)؛ كاتِبة مُتخصِّصة في أدب الأطفال وروائية أمريكية.